# 秋月種事
秋月 種事（あきづき たねこと）は、幕末の旗本寄合席。明治時代初期の東京士族。

## 概略
日向国高鍋藩主秋月家分家の旗本寄合席・木脇領主秋月家11代で、江戸幕府旗本としては最後の当主。諱は種琴とも記す。実父は宗家の高鍋藩主秋月種任。実母は種任側室の琴子。養父は秋月種記。幕末の石高は日向国諸県郡、宮崎郡内3,000石。
幕末は秋月幾三郎として知られ、高鍋藩の家老上席や幕府陸軍組合銃隊改役を勤める。また、明治以降は秋月種事の名で知られ、西南戦争では党薩諸隊の一つ高鍋隊の軍事顧問格として、西郷隆盛率いる私学校西郷軍に旧幕臣ながら参加し、城山にて戦死した。

## 生涯
天保15年3月28日（1844年5月14日）に江戸麻布高鍋藩邸において、既に隠居していた秋月種任の五男かつ庶子として出生し、同年6月（1844年）に江戸から高鍋へ下向して高鍋藩家老の隈江信吉（織部）の鞠育を受ける。幼少期に西島蘭渓に学び、のちに藩校明倫堂において横尾敬（鐸峯）の教えを受ける。また、石井寿吉や柳河藩で大石神影流を学んだ柿原宗敬より剣術を学ぶ。嘉永6年（1854年）に隈江信吉が、安政3年（1856年）に実父の種任が死去する。
安政5年（1858年）に次兄である種樹の長男で甥の秋月種繁が出生し、文久元年10月1日（1861年11月3日）に三十糧と高鍋城下新小路の邸宅を与えられて、同年11月1日（1861年12月2日）に高鍋藩家老上席となる。なお、『高鍋町史』では同年から明治2年（1869年）まで家老上席だったとしている。

### 旗本寄合席時代
分家で木脇領主でもある旗本寄合席・秋月家当主の秋月種記が危篤、死去したために、文久3年6月15日（1863年）に旗本秋月家の家督を相続することとなり、同年12月12日（1864年1月21日）に幕府より相続が認可される。なお多門櫓文書の明細短冊では「年 二十一」とされる。ちなみに一時松代藩主真田幸教の養子候補に上った次兄の種樹は、同年6月26日（1863年）に正式に高鍋藩の嗣子となっている。
実父の種任や養祖父の種博は老中脇坂安宅の姻戚であり、養父の種記は諸大夫任官前に死去していたとはいえ中奥小姓を勤め、次兄の種樹は高鍋藩嗣子や若年寄格学問所奉行、徳川家茂の侍読となったが、種事自体は旗本として目立った出世をすることがなかった。
また、藩主の種殷や藩主嗣子の種樹、高鍋藩主家から旗本秋月家の当主となった秋月種封や秋月種備が掲載されている明治時代までの武鑑の高鍋藩主秋月家の系図に、種事は掲載されなかった。
元治元年（1864年）刊行の須原屋茂兵衛蔵版武鑑において、御寄合衆に「三千石 秋月幾三郎」と見える。
慶応2年8月26日（1866年）、幕府陸軍の組合銃隊改役に就任し、同年12月18日（1867年）に布衣を許可される。慶応3年（1867年）刊行の武鑑において組合銃隊改役に「秋月幾三郎」が見える。しかし、同慶応3年（1867年）に慶応の改革の一環により組合銃隊が廃止されたことで御役御免となり、以降大政奉還と王政復古の大号令の末に幕府が滅亡するまで幕職につくことはなかった。

### 明治時代
明治維新以降は、明治新政府に恭順して下大夫に編入されたものの、種事は閑散仕えず、新政府の下で明治天皇の侍読や公議所議長、元老院議官などを勤めた次兄の種樹とは対照的な状況が続いた。明治2年（1869年）の版籍奉還により、秋月種封が分家して以来の旗本秋月家の地方知行と高鍋藩家老上席の地位が失われる。明治4年（1871年）には高鍋藩の後身である高鍋県は美々津県へ併合され、明治6年（1873年）に美々津県は宮崎県へ併合され、高鍋城は全建物撤去となる。
明治7年（1874年）に最後の高鍋藩主である長兄の種殷が死去する。次兄の種樹が元老院議官となった明治8年（1875年）に種事は江戸より改名した東京から高鍋へ下向する。明治9年（1876年）には宮崎県は鹿児島県に併合される。また、神風連の乱や秋月の乱、萩の乱などの士族反乱が相次いだ。

### 西南戦争
明治10年（1877年）2月に鹿児島において、西郷隆盛や桐野利秋ら私学校党が蜂起して西郷軍を結成して熊本県へ進軍し、西南戦争が勃発する。旧高鍋藩では士族による集会である演説会において西郷軍につくかで意見が割れ、次兄の種樹や三好退蔵らが西郷軍に組しないように働きかけたものの、旧佐土原藩において島津啓次郎らによる佐土原隊、旧飫肥藩で小倉処平の兄長倉訒、伊東直記らによる飫肥隊、旧延岡藩では藁谷英孝や大島景保らによる延岡隊、旧高鍋藩飛び地である旧櫛間領では二卿事件で失脚した坂田諸潔による福島隊が結成され、旧高鍋藩が孤立することが危惧された。さらには3月下旬に募兵のために鹿児島より貴島清が兵を率いて旧宮崎県地域に入ると、出兵しない高鍋に貴島の兵が進軍するという噂も流れる。このため、石井習吉や柿原宗敬、武藤東四郎、黒水長慥らにより党薩諸隊の一つ高鍋隊が結成されて同年3月9日に熊本県へ出発、木脇村の種事は軍事顧問格として高鍋隊に同行する。
種事は軍事顧問格として西郷軍本営付きとなり、明治10年（1877年）3月21日に高鍋隊を慰労している。
田原坂の戦いで敗北して以降、西郷軍の旗色は悪く、同年8月2日には高鍋が政府軍に陥落し、同年8月8日には武藤東四郎が政府軍へ投降する。明治10年（1877年）8月15日の和田峠の決戦で西郷軍は敗退した。翌日8月16日に西郷隆盛より解軍の令が出される。これにより高鍋隊も多くが政府軍に投降する中、種事は解軍の令以降も西郷軍に従うことにし、坂田諸潔や団井忠人、財津吉一、坂田諸美とともに可愛岳の政府軍包囲網を突破して鹿児島へ入り、9月から西郷軍とともに天明年間まで鹿児島城の本丸と二之丸でもあった城山へ籠城する。
城山籠城戦では、種事は園田武一を隊長とする後廻の部隊に属する。明治10年（1877年）9月24日に城山が陥落し、西郷隆盛や桐野利秋、島津啓次郎らが戦死し、野村忍介や坂田諸潔、団井忠人、財津吉一らが政府軍に投降する中、種事は高鍋隊で世話掛を勤めていた坂田諸美と同様に戦死する。『宮崎県木脇村史』では政府軍の投降の呼びかけに対して、「多くの郷党の者を死なして、自分ばかり生還するには忍びない」と言って自害したとしている。享年34。

## 人物
『西南記伝』では躯幹長く、面上に少し痘痕が残っていたとしている。同書に肖像写真が掲載された。